# Hulelignelsen
 Der er for få eller ingen kildehenvisninger i denne artikel, hvilket er et problem. Du kan hjælpe ved at angive troværdige kilder til de påstande, som fremføres i artiklen.

Platons hulelignelse (eller hulelignelsen) er måske den mest kendte af hans mange metaforer, lignelser og myter. Lignelsen står i bog VII af Platons “Staten”. Platon fortæller en historie og forklarer den:

## Lignelsen
Man må forestille sig en flok fanger, der har været lænket fast dybt inde i en hule siden deres barndom. Ikke kun deres lemmer, men også deres hoveder er fastholdt af lænkerne, så deres øjne er rettet fast mod bagvæggen. Bag fangerne er der et enormt bål. Mellem bålet og fangerne er der en hævet vej, og på den bærer nogle mænd figurer af forskellige dyr, planter osv. På bagvæggen danner figurerne skygger, som fangerne er intenst optaget af. Når en af mændene taler, får ekkoet fra bagvæggen fangerne til at tro, at ordene kommer fra skyggerne. Fangerne er optaget af noget, der kunne ligne en leg, nemlig at give figurerne navne, efterhånden som de passerer. Det er imidlertid den eneste virkelighed, de kender, når de blot ser skygger.
Antag nu, at en af fangerne bliver frigivet og tvunget til at rejse sig og vende sig om. Deres øjne vil blive blændet af lyset fra bålet. Og figurerne, der passerer forbi, vil se mindre virkelige ud end skyggerne på bagvæggen. Det går på samme måde, hvis han bliver trukket ud af hulen i sollyset, hvor hans øjne vil blive blændet, så han intet kan se. Først vil han kunne se de mørkeste former som skygger, og først derefter vil han kunne se lysere og klarere genstande. Det sidste, han vil kunne se er solen, og han vil først med tiden forstå, at ...
... dette er den, der skaber årstiderne og årets gang, som hersker over alle synlige ting, og som på en vis måde er årsagen til alle de ting, de har set. (“Staten” bog VII)

Denne del af lignelsen svarer nøje til Platons sollignelse, der findes tæt på slutningen af “Staten”.
Den således oplyste, frigivne fange vil uden tvivl ønske at vende tilbage til hulen for at befri sine medfanger. Problemet er, at de ikke har lyst til at blive befriet. Når han stiger ned i hulen igen, må hans øjne først tilpasse sig, og en tid vil han være dårligere til den latterlige leg med at genkende formerne på bagvæggen. Det vil gøre hans medfanger mordlystne overfor enhver, som vil forsøge at befri dem.

## Platons egen fortolkning
Platon er ikke tilfreds med bare at antyde tingene, så han fortolker lignelsen: “Dette billede, hulelignelsen, må vi bruge i dets helhed over for alt, hvad der er blevet sagt". Det vil sige, at det kan bruges til at fortolke de foregående sider, som drejer sig om de to lignelser, sollignelsen og den delte linje.
I særdeleshed sammenligner Platon “området, der afsløres ved synets hjælp”, dvs. de almindelige genstande omkring os
med vilkårene i fængslet og bålets lys med solens styrke. Og hvis man antager, at opstigningen og betragtningen af tingene udenfor er sjælens opstigning til forståelsens egn, så vil du ikke misforstå min antagelse…Min drøm er, som det forekommer mig, at den sidste ting, man kan forstå, og som sjældent bliver forstået, er ideen om det gode. Når den er forstået, tvinger den os til konklusionen, at dette i sandhed er årsagen til alle ting, til alt som er rigtigt og smukt, som føder den synlige verdens lys, som er lysets oprindelse, og som selv er den ægte kilde til sandhed og fornuft i den forståelige verden…
Den strålende sol udenfor hulen står for det Godes væsen, og i denne som i andre passager kan man få det indtryk, at Platon betragter dette som en skabende Gud. Vi holdes normalt fanget og ser blot skygger af bestemte figurer, som ikke engang selv er den ægte ting, der kun kan findes “udenfor hulen” i en forståelig verden af former, der genkendes af fornuften og ikke af de (relativt ”tågede”) sanser.
Desuden er man tilbøjelig til at vise sig som en “ynkelig figur”, når man er ”vendt tilbage til menneskenes sørgelige elendighed efter at have gennemtænkt det guddommelige,
mens han stadig blinker i tusmørket, og før han er blevet tilstrækkeligt tilpasset til det omgivende mørke, er han tvunget til i retssale eller andre steder at drøfte retfærdighedens skygger eller de billeder, som kaster skyggerne, og til at føre diskussioner om opfattelsen af disse ting i sindet hos nogle, som aldrig har set selve retfærdigheden.
Her kan Platon måske have tænkt på (eller mindet læseren forsigtigt om) retssagen mod Sokrates.

## Tolkning af Platons hensigt
Det kan se mærkeligt ud, at i samme åndedrag, som han indser den politiske uegnethed hos den, som “vender tilbage efter at have gennemtænkt det guddommelige”, er Platon i gang med at beskrive idealstaten, styret af filosof-konger, en betegnelse, der betyder, at de har regelmæssig kontakt med det godes væsen. I realiteten modsiger han ikke sig selv, for pointen i "Staten" er, at nogle (filosof-kongerne) er egnede til at styre, mens andre kan tjene staten ved at være soldater og resten må gøre gavn i de forskellige erhverv, de nu er bedst egnede til.
Det er altså forbeholdt nogle enkelte at "se lyset", som man siger endnu i dag. Disse få bliver derved sat i stand til at lede samfundet til alles bedste. Det ses, at demokratiet bestemt ikke var Platons idealstat, og at han snarest foretrak et styre ved en slags vidensaristokrati, hvor det er en minoritet (filosofferne), der bestemmer. Dermed en slags oligarki.